# Ereis annulicornis
Ereis annulicornis är en skalbaggsart som först beskrevs av Francis Polkinghorne Pascoe 1862.  Ereis annulicornis ingår i släktet Ereis och familjen långhorningar.
Artens utbredningsområde är Laos. Inga underarter finns listade i Catalogue of Life.